# Walter Kempowski
Walter Kempowski (Rostock, 29 aprile 1929 – Rotenburg, 5 ottobre 2007) è stato uno scrittore tedesco.

## Biografia
Considerato fra i maggiori scrittori tedeschi contemporanei, Kempowski ha acquisito grande notorietà con il ciclo di romanzi fortemente autobiografico Die deutsche Chronik (La cronaca tedesca, 1971-1984) e grazie al progetto Das Echolot (L'ecoscandaglio, 1993-2005), gigantesca ricostruzione documentaria del secondo conflitto mondiale. Nella parabola letteraria e personale di Kempowski - che dal 1948 al 1956 ha scontato, nella DDR, una condanna per spionaggio - la comprensione del passato e le cause profonde del nazismo vengono elaborate con una estrema lucidità.

## Opere tradotte in italiano
- Lei lo sapeva? I tedeschi rispondono, 1973 (postfazione di Eugen Kogon; con un saggio a cura di Raul Calzoni; edizione a cura di Marco Castellari, Andrea Gilardoni, Karin Birge Gilardoni-Büch, traduzione sotto la supervisione di Anna Ruchat, Mimesis Edizioni, 2010, ISBN 978-88-575-0103-1)
- Tadellöser & Wolff. Un romanzo borghese, 1971 (a cura di Domenico Pinto, traduzione di Diana Politano e Francesco Vitellini, Lavieri edizioni, 2007, ISBN 978-88-89312-33-9)
- Lei ha mai visto Hitler?, 1979 (a cura di Raul Calzoni, Sellerio, 2015, ISBN 978-88-389-3403-2)
- Tutto per nulla, 2006 (a cura di Mario Rubino, Sellerio, Palermo, 2018 ISBN 978-88-389-3779-8)